# New Albin
New Albin – miasto w Stanach Zjednoczonych, w stanie Iowa, w hrabstwie Allamakee. W 2000 roku liczyło 527 mieszkańców.